# Liste der Autobahnen und Schnellstraßen in der Slowakei

Autobahnen und Schnellstraßen in der Slowakei
in Betrieb
in Bau
in Planung

Diese Liste der Autobahnen und Schnellstraßen in der Slowakei gibt einen Überblick über das hochrangige Straßennetz in der Slowakei. Derzeit gibt es 552 km Autobahnen (slowakisch: Diaľnice, singular Diaľnica, wörtlich: Fernstraße) sowie 320 km Schnellstraßen (slow.: Rýchlostné cesty, singular Rýchlostná cesta). Zusätzlich befinden sich 28 km Autobahnen und 32 km Schnellstraßen im Bau.

## Geschichte

Autobahnen in der Slowakei nach Plänen und Fertigstellungsstand im Jahr 1998

Pläne zum Bau einer Autobahn quer durch die damalige Tschechoslowakei kamen zum ersten Mal in der Zeit der Ersten Tschechoslowakischen Republik auf. 1939 kam es zum Spatenstich im tschechischen Landesteil, in der Slowakei kamen diese Pläne jedoch nicht über das Entwurfsstadium hinaus.
Erst im Jahr 1963, in der sozialistischen Tschechoslowakei, wurden per Regierungsbeschluss 286/1963 wieder Pläne zum Bau eines Autobahnnetzes ausgearbeitet, allerdings waren diese im Vergleich mit dem tschechischen Teil eher beschieden. Neben der Hauptmagistrale D1 von Prag über Brünn, Žilina und Košice zur Grenze mit der Sowjetunion (in der Slowakei 402 km) waren noch die D2 von Brünn nach Bratislava (in der Slowakei 58,4 km) und D61 von Bratislava nach Trenčín (107,8 km), beide mit Anschluss an die D1, geplant.

Grafik zeigt den Bau von Autobahnen und Schnellstraßen

Nach dem erneuten Baubeginn bei Prag im Jahr 1967 begannen im April 1969 mit der 28,3 km langen Strecke Bratislava–Malacky auch die Arbeiten im slowakischen Landesteil. Im November 1973 wurde diese als erstes Autobahnteilstück in der Slowakei eröffnet. Bei der Trennung der Tschechoslowakei gab es knapp 200 km Autobahnen sowie etwa 50 km Schnellstraßen.
Das heute geplante Autobahn- und Schnellstraßennetz ist nach dem Regierungsbeschluss 162/2001 aufgebaut, die damals vier Autobahnen (D1, D2, D3 und D4) und sechs Schnellstraßen (R1, R2, R3, R4, R5 und R6) definierte. Durch spätere Ergänzungen kamen noch Schnellstraßen R7, R8 und R9 dazu. Die Nummerierung ist, im Gegensatz zu Deutschland, nicht geographisch, sondern sequenziell.
Für die Verwaltung und Instandhaltung ist seit 2005 die Gesellschaft Národná diaľničná spoločnosť, a. s. (wörtlich Nationale Autobahngesellschaft AG) zuständig, vorher war es die Organisation Slovenská správa ciest (Slowakische Straßenverwaltung), die seither nur Straßen 1. Ordnung verwaltet. Private Betreiber sind Granvia, der Teile der Schnellstraße R1 betreibt, und das Konsortium Obchvat Nula, das Teile der Autobahn D4 und Schnellstraße R7 bei Bratislava betreibt. Weitere PPP-Projekte sind im Gespräch.

## Höchstgeschwindigkeit

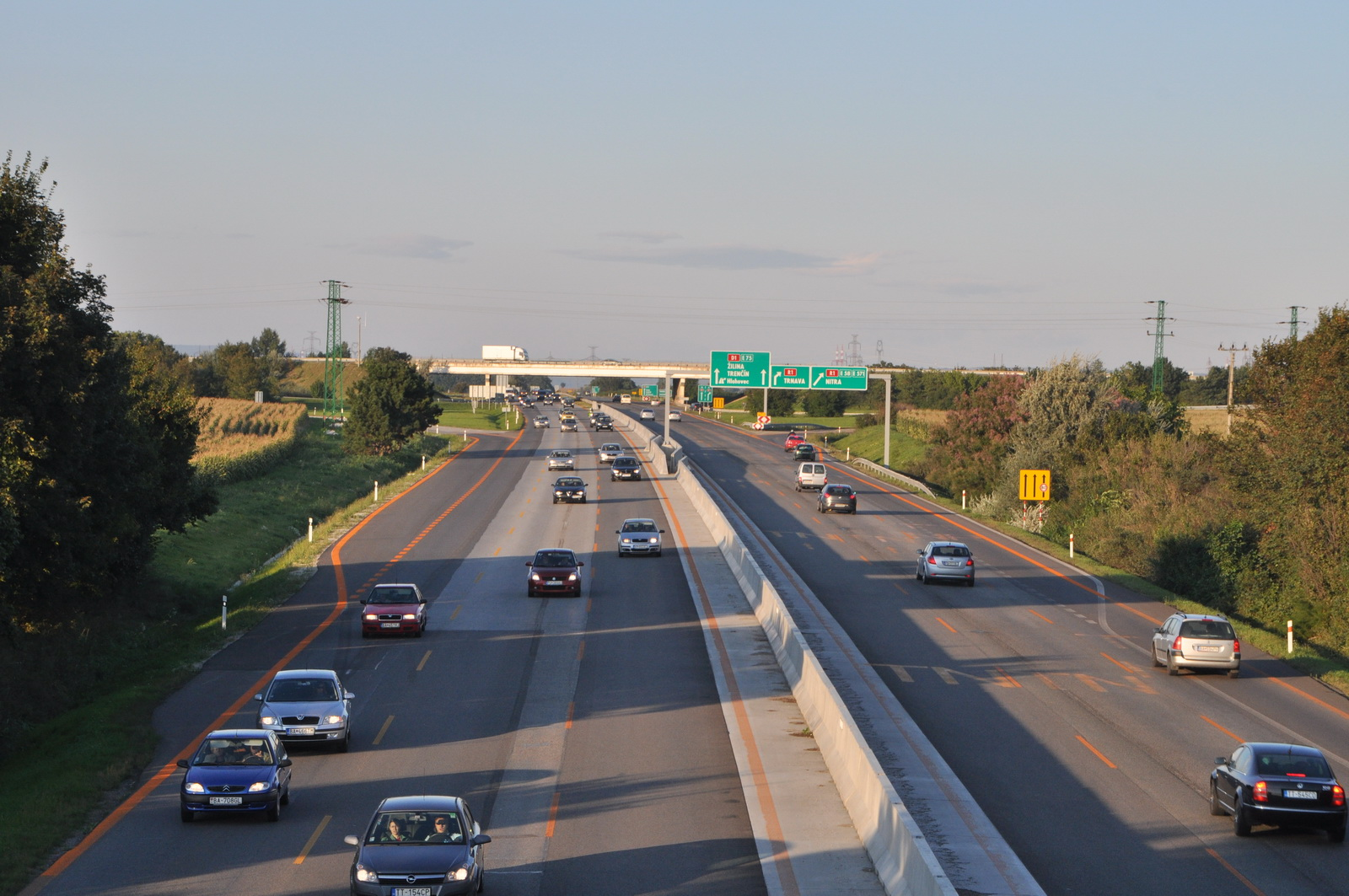
D1 in der Nähe von Trnava

Die maximal zulässige Höchstgeschwindigkeit auf slowakischen Autobahnen und Schnellstraßen für PKW und Motorräder ist 130 km/h. Für LKW und PKW mit Anhänger gilt 90 km/h und für Busse 100 km/h. Zusätzlich darf das Netz nicht von Kraftzeugen, deren Höchstgeschwindigkeit unter 80 km/h liegt, benutzt werden. In zweiröhrigen Tunneln gilt entweder 80 km/h oder 100 km/h, in einröhrigen Tunneln 80 km/h.
Ein Sonderfall ist der sechsspurige Abschnitt Bratislava-Vajnory–Trnava der Autobahn D1, dort gilt wegen fehlenden Standstreifen ein Tempolimit von 110 km/h (5–19 h).
Auf einbahnigen Abschnitten ist oft das Tempolimit 100 km/h ausgeschildert.

## Maut
Seit 1995 besteht in der Slowakei eine Mautpflicht auf Autobahnen und Schnellstraßen. Für alle Kraftwagen unter 3,5 Tonnen (ausgenommen Motorräder) werden die Gebühren durch ein Vignettensystem erhoben (365-Tages-Vignette: 90 Euro, 30-Tages-Vignette: 17,10 Euro, 10-Tages-Vignette: 10,80 Euro, 1-Tages-Vignette: 8,10 Euro, Angaben Stand 2025). Am 1. Januar 2016 wurden Klebevignetten durch elektronische Vignetten (genannt „eznámka“) abgelöst, die online, über eine Smartphone-App und an ausgewählten Geschäftsstellen (z. B. Tankstellen, Grenzübergänge) erworben werden können.
Am 1. Januar 2010 wurde das Vignettensystem durch streckenbezogene, GPS-gestützte LKW-Maut (genannt „emýto“, ähnlich der österreichischen GO-Box) für alle Kraftfahrzeuge über 3,5 Tonnen ersetzt.
Ein wenig mehr als ein Fünftel des Gesamtnetzes ist von der Vignettenpflicht ausgenommen. Hierzu gehören Autobahn- oder Schnellstraßenumgehungen von Bratislava, Nitra, Žilina, Banská Bystrica, Poprad, Prešov und Košice, einbahnige Teile der R2, R3 und R4 sowie die Brücke Hronská Breznica auf der R1. Nicht ausgenommen sind bspw. die 2 km lange Verbindung der sonst mautfreien D4 zur österreichischen Grenze sowie das Teilstück der D2 zur ungarischen Grenze, beide auf dem Stadtgebiet von Bratislava gelegen.

## Autobahnen (Diaľnice)

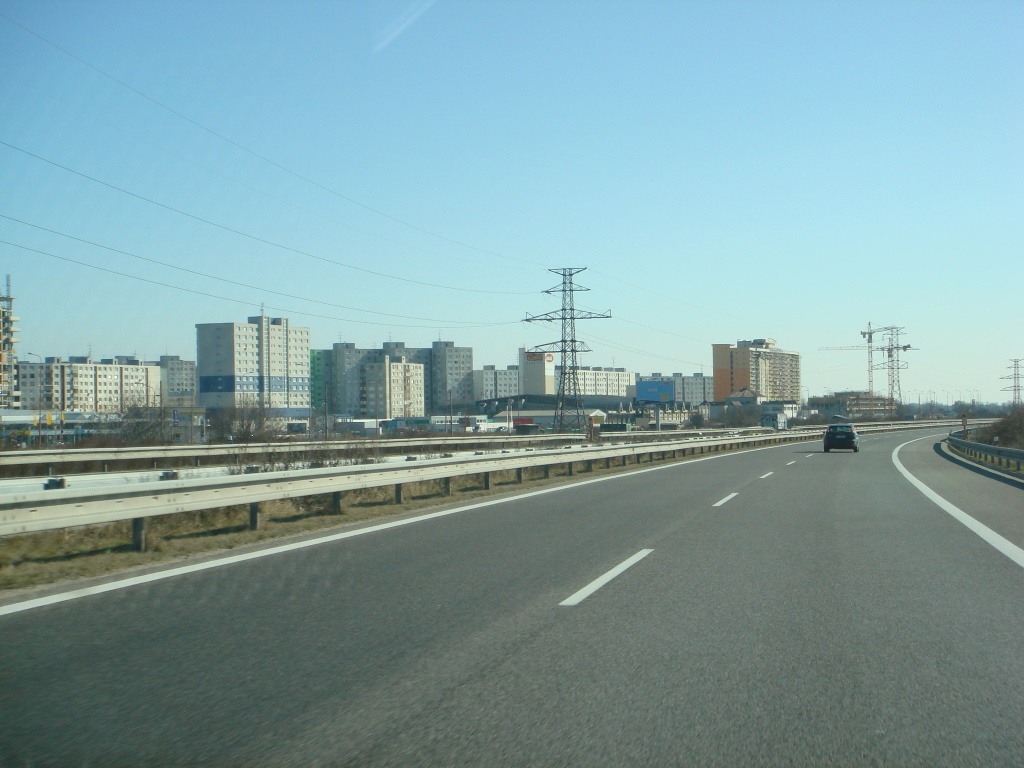
D2 in Bratislava-Petržalka

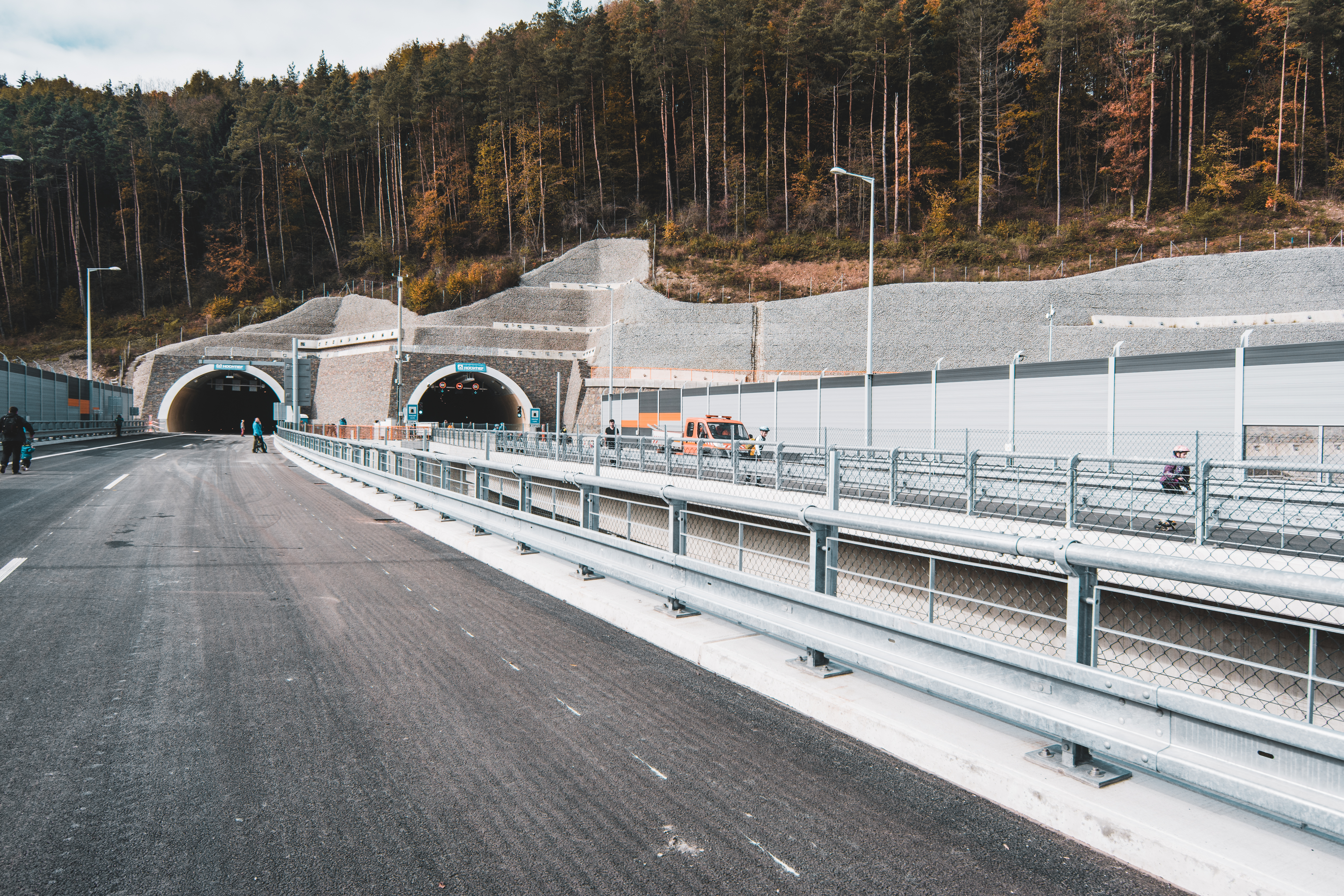
Tunnel Považský Chlmec auf der D3

Die slowakischen Autobahnen sind laut slowakischem Straßenverkehrsgesetz und bautechnischer Norm Straßen, die nur von motorisiertem Verkehr benutzt werden dürfen; allen anderen Teilnehmern des Straßenverkehrs ist die Benutzung untersagt. Sie müssen immer kreuzungsfrei sein und die Fahrbahnen für jede Richtung müssen richtungsgetrennt sein und mindestens zwei Fahrspuren aufweisen. Für alle Kraftfahrzeuge über 7,5 t gilt das Überholverbot. Das Abschleppen ist nur bis zur nächsten Ausfahrt oder Parkplatz gestattet. Einbahnige Autobahnen sind nicht als Autobahn, sondern als Autostraße ausgeschildert und als „Schnellstraße auf der Trasse der zukünftigen Autobahn“ bekannt, da die Norm keine einbahnige Autobahn kennt, obwohl im Alltag immer wieder von einbahnigen Autobahnen geredet wird.
Beschildert werden die Autobahnen seit 2009 in roten Schildern mit weißen Straßennummern, die aus einem vorangestellten „D“ und einer einstelligen Zahl bestehen. Von 2005 bis 2009 waren nur rote Schildern mit einer einstelligen Zahl angebracht, vorher waren auf den Schildern nur Europastraßennummer zu sehen. Die Nummerierung von Anschlussstellen erfolgt analog zur Kilometrierung, wie etwa in Österreich und wird seit 2009 an Ankündigungstafeln verwendet.
Das geplante Autobahnnetz beträgt ca. 700 km. Derzeit befinden sich noch ungefähr 200 km im Bau oder in Planung. Das zukünftige Autobahnnetz besteht aus vier Verbindungen. Die wichtigste und längste Autobahnverbindung ist die D1. Ihre Gesamtlänge wird 510 km betragen. Von dieser Hauptstrecke zweigt die Autobahn D3 mit einer Länge von ca. 66 km ab und führt an die polnische Grenze. Die kürzeste Autobahn ist die D4, die als Ringautobahn um die Hauptstadt Bratislava geführt wird. Die Autobahn D2 mit einer Länge von 80 km stellt ein Teil der Verbindung zwischen den drei Großstädten Prag, Bratislava und Budapest dar.

### Derzeitige Autobahnen
| Nr.          | Europa- straße         | Von                 | Via                                         | Bis               | Gesamtlänge (km) | in Betrieb (km) | im Bau (km) | Karte |
| ------------ | ---------------------- | ------------------- | ------------------------------------------- | ----------------- | ---------------- | --------------- | ----------- | ----- |
| D1           | E50 · E58 · E75 · E571 | Bratislava          | Trnava – Trenčín – Žilina – Prešov – Košice | Záhor             | 510,49           | 399,8           | 28,8        |       |
| D2           | E65 · E75              | Brodské             | Malacky – Bratislava                        | Čunovo            | 80,50            | 80,50           | -           |       |
| D3           | E50 · E442 · E75       | Hričovské Podhradie | Žilina – Čadca                              | Skalité           | 65,58            | 39,58           | -           |       |
| D4           | E58                    | Jarovce             | Bratislava Ring                             | Devínska Nová Ves | 47,90            | 32,0            | -           |       |
| Gesamtlänge: | Gesamtlänge:           | Gesamtlänge:        | Gesamtlänge:                                | Gesamtlänge:      | 704,46           | 551,88          | 28,8        |       |

### Netzentwicklung
| Jahr | 1970 | 1975 | 1980 | 1985 | 1990 | 1995 | 2000 | 2005 | 2010 | 2015 | 2020 |
| km   | 0    | 46   | 119  | 176  | 195  | 198  | 287  | 323  | 415  | 464  | 508  |

## Schnellstraßen (Rýchlostné cesty)

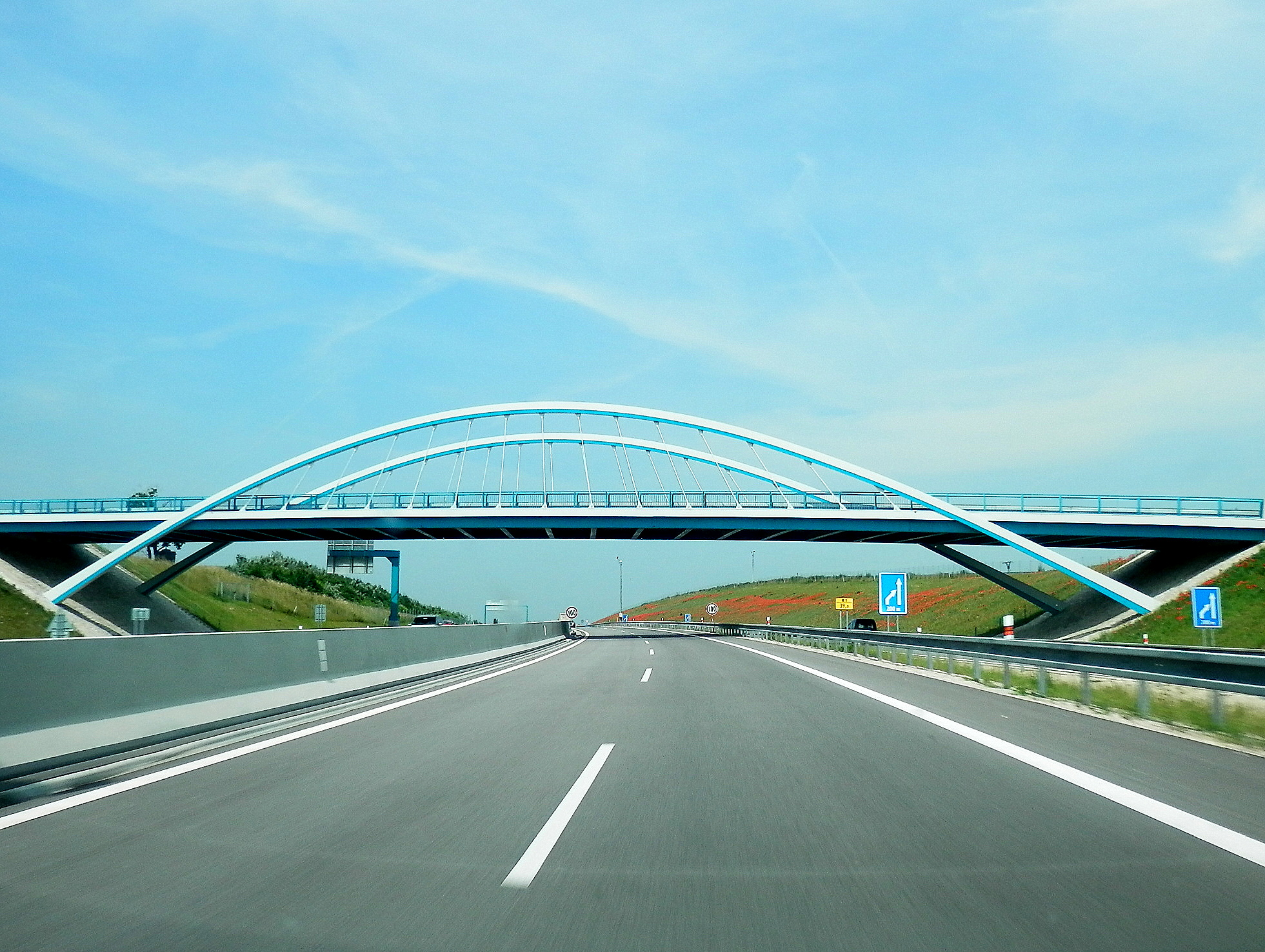
Schnellstraße R1 westlich von Nitra

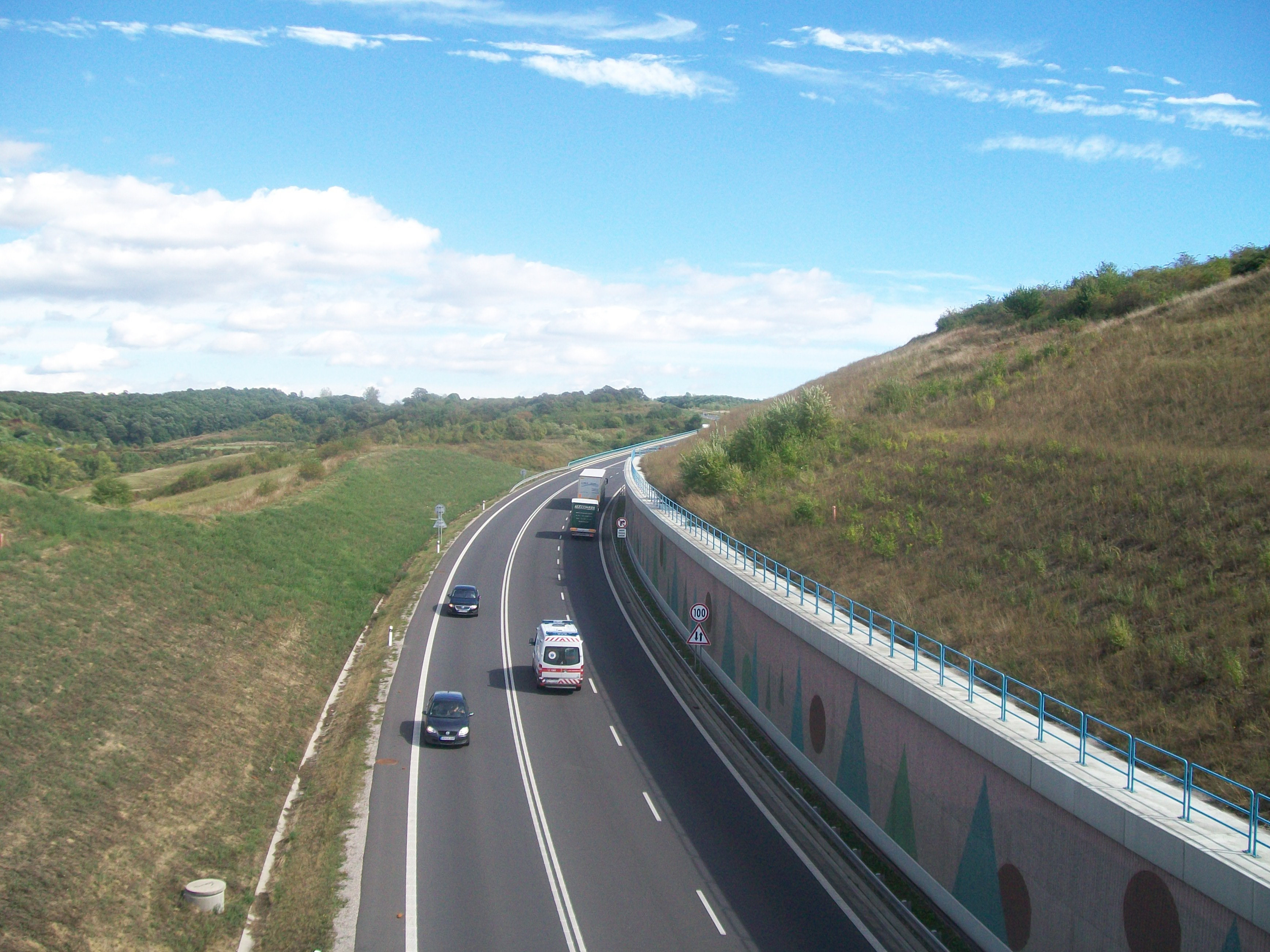
Einbahniger Teil der Schnellstraße R2 bei Ožďany

Im slowakischen Straßenverkehrsgesetz gelten alle für Autobahnen genannte Regeln auch für Schnellstraßen, das slowakische Straßengesetz versteht sie als eine bautechnische Kategorie von Autobahnen. Sie haben etwas lockere Kriterien (kleinerer Kurvenradius, enger Standstreifen, engere Fahrspuren usw.), des Weiteren sind sie nicht zwingend richtungsgetrennt, sollen aber mit Ausnahmen weiterhin kreuzungsfrei sein, somit entsprechen sie weitgehend den autobahnähnlichen Straßen. Eine Schnellstraße wird seit dem 1. April 2020 mit dem gleichen Zeichen wie Autobahn angekündigt, vorher wurde dazu das blaue Autostraße-Zeichen verwendet, das seither in veränderter Darstellung (quadratisch statt rechteckig) nur noch für den Autoverkehr bestimmte Straßen (außer Autobahnen und Schnellstraßen) bestimmt ist.
Beschildert werden die Schnellstraßen seit 2009 in roten Schildern mit weißen Straßennummern, die aus einem vorangestellten „R“ und einer einstelligen Zahl bestehen. Vorher waren auf den Schildern nur entweder Europastraßennummer oder stellenweise Nummer von Straßen 1. Ordnung zu sehen.
Das aktuelle Schnellstraßennetz ist aus acht Verbindungen aufgebaut, wobei sich zwei Schnellstraßen ausschließlich in Planung befinden. Die längste, geplante Schnellstraße wird die R2 mit einer Länge von 337 Kilometern sein. Die kürzeste wird die Schnellstraße R5 mit nur 2 km sein. Das geplante Schnellstraßennetz weist eine Länge von 1.200 Kilometern auf, wobei allerdings R2, R3 und R4 auch auf gemeinsamen Strecken mit anderen Schnellstraßen oder Autobahnen verlaufen werden; solche Führungen sind in der Tabelle unten nicht berücksichtigt. Derzeit befinden sich 314 km (ohne gemeinsamen Strecken) in Betrieb, weitere 18 km im Bau.

### Derzeitige Schnellstraßen
| Nr.          | Europa- straße          | Von              | Via                                        | Bis          | Gesamtlänge (km) | in Betrieb (km) | im Bau (km) | Karte |
| ------------ | ----------------------- | ---------------- | ------------------------------------------ | ------------ | ---------------- | --------------- | ----------- | ----- |
| R1           | E58 · E77 · E571 · E572 | Trnava           | Nitra – Zvolen – Banská Bystrica           | Ružomberok   | 270,94           | 178,71          | 0           |       |
| R2           | E58 · E77 · E571 · E572 | Trenčín          | Prievidza – Zvolen – Lučenec               | Košice       | 337,28           | 66,2            | 23,10       |       |
| R3           | E77                     | Trstená          | Martin – Žiar nad Hronom                   | Šahy         | 184,67           | 16,82           | 4,40        |       |
| R4           | E50 · E58 · E71 · E371  | Vyšný Komárnik   | Svidník – Prešov – Košice                  | Milhosť      | 88,0             | 18,75           | 4,30        |       |
| R5           | E75                     | Svrčinovec       |                                            | Svrčinovec   | 1,71             | 0               | 0           |       |
| R6           | E75                     | Lysá pod Makytou | Púchov                                     | Beluša       | 30,55            | 7,55            | 0           |       |
| R7           | E575                    | Bratislava       | Dunajská Streda – Nové Zámky – Veľký Krtíš | Lučenec      | 219,81           | 32,1            | 0           |       |
| R8           |                         | Nitra            | Topoľčany                                  | Hradište     | 54,89            | 0               | 0           |       |
| Gesamtlänge: | Gesamtlänge:            | Gesamtlänge:     | Gesamtlänge:                               | Gesamtlänge: | 1187,85          | 320,1           | 31,8        |       |

## Frühere Projekte
(unvollständig)
| Nummer | Verlauf                                                  | Status |
| ------ | -------------------------------------------------------- | --- |
| D1     | Grenze CZ/SK bei Drietoma – Trenčín                      | Planung 1999 definitiv verworfen                                                                                     |
| D18    | Žilina – Čadca – Grenze SK/PL bei Skalité                | Planung 1999 ersetzt durch die D3 mit einer anderen Trassenführung bei Žilina                                        |
| D61    | Grenze AT/SK bei Jarovce – Bratislava – Trnava – Trenčín | 1999 aufgelöst; heute in Betrieb als D1 im Abschnitt Bratislava – Trenčín und D4 im Abschnitt Grenze AT/SK – Jarovce |
| D65    | Trnava – Nitra – Zvolen – Banská Bystrica                | 1987 und erneut 1998 in das geplante Autobahnnetz aufgenommen, 1999 zur R1 herabgestuft                              |

## Autobahndreiecke und -kreuze
|                      | Straße 1 | Straße 2 | Art                                            |
| -------------------- | -------- | -------- | ---------------------------------------------- |
| Bánovce nad Bebravou | R2       | R8       | Autobahndreieck                                |
| Bratislava-Jarovce   | D2       | D4       | Autobahnkreuz                                  |
| Bratislava-juh       | D4       | R7       | Autobahnkreuz                                  |
| Bratislava-Nivy      | D1       | R7       | Autobahndreieck                                |
| Bratislava-Pečňa     | D2       | D1       | Autobahndreieck                                |
| Bratislava-Vrakuňa   | D4       | R1 neu   | Autobahndreieck in Betrieb als Anschlussstelle |
| Bratislava-východ    | D1       | D4       | Autobahnkreuz                                  |
| Chocholná            | D1       | R2       | Autobahndreieck                                |
| Ráztočno             | R2       | R3       | Autobahndreieck                                |
| Košice-juh           | R2       | R4       | Autobahndreieck                                |
| Lučenec              | R2       | R7       | Autobahndreieck                                |
| Martin               | D1       | R3       | Autobahndreieck                                |
| Nitra-západ          | R1       | R1A / R8 | Autobahndreieck Autobahnkreuz in Planung       |
| Prešov-západ         | D1       | R4       | Autobahndreieck                                |
| Púchov               | D1       | R6       | Autobahndreieck                                |
| Rozhanovce           | D1       | R2       | Autobahndreieck                                |
| Ružomberok           | D1       | R1       | Autobahndreieck                                |
| Ružomberok-sever     | D1       | R3       | Autobahndreieck                                |
| Semerovce            | R3       | R7       | Autobahndreieck                                |
| Sereď                | R1       | R1 neu   | Autobahndreieck                                |
| Stupava              | D2       | D4       | Autobahnkreuz                                  |
| Svrčinovec           | D3       | R5       | Autobahndreieck in Betrieb als Anschlussstelle |
| Trnava               | D1       | R1       | Autobahnkreuz                                  |
| Žiar nad Hronom      | R1       | R2       | Autobahndreieck                                |
| Žilina               | D1       | D3       | Autobahndreieck                                |
| Zvolen-centrum       | R1       | R3       | Autobahndreieck                                |
| Zvolen-sever         | R1       | R2       | Autobahndreieck                                |

|        |            |
| in Bau | in Planung |

## Autobahnmeistereien
Im slowakischen Sprachgebrauch heißen Autobahnmeistereien wie folgt: Stredisko správy a údržby diaľnic (SSÚD) für Autobahnen und Stredisko správy a údržby rýchlostných ciest (SSÚR) für Schnellstraßen, deutsch wörtlich „Zentrum der Autobahn-/Schnellstraßenverwaltung und -instandhaltung“.
Es gibt folgende Autobahnmeistereien (Stand 1. Januar 2017):
- SSÚD Malacky
- SSÚD Bratislava
- SSÚD Trnava
- SSÚD Trenčín
- SSÚD Považská Bystrica
- SSÚD Martin
- SSÚD Liptovský Mikuláš
- SSÚD Mengusovce
- SSÚD Beharovce
- SSÚD Prešov
- SSÚR Galanta
- SSÚR Selenec
- SSÚR Nová Baňa
- SSÚR Zvolen
- SSÚR Košice
- SSÚR Čadca